# 藤牧義夫
藤牧 義夫（ふじまき よしお、1911年1月19日 - 1935年9月2日失踪）は、日本の版画家。1930年代の東京下町を描いた創作版画を手掛け、隅田川周辺を題材にした長大な白描絵巻版画で知られる。24歳で行方不明となり、長い間幻の木版画家だったが、1978年の遺作展によって再び注目された。

## 略歴
群馬県館林市出身。藤牧家は代々館林藩に仕えた士族だが、父は明治維新後永年教職にあり、小学校長も歴任し、「三岳」と号し絵や書をよくした。2歳で実母を、13歳で父親を亡くす。父没後に家族で日用雑貨小売を自宅で始め、その二軒隣りに、七歳年上の藤野隆秋（天光）が住んでいた。
義夫は小学校時代から美術が得意で周囲を驚かせた。1927年に上京後、日本橋の染織画工・佐々木倉太に弟子入りし、商業図案などを学ぶかたわら、ドイツ表現主義の影響を受けつつ独自の版画様式を確立。全4巻・全長60メートルに及ぶ「隅田川絵巻」は代表的作品である。24歳のとき東京で失踪。墓は館林市朝日町法輪寺。国柱会の信者でもあり、同会本部を描いた作品「申孝園」も遺している。

## 失踪
版画仲間の小野忠重宅を訪れたのを最後に行方不明となった。小野は、かねてより藤牧は貧困に苦しんでおり、隅田川に沈んでいると友人間では信じていると発言、1978年の遺作展パンフレットへの寄稿では、失踪当日藤牧は自室を引き払ったと言って小野に風呂敷包み2つを預けて去ったと述べている。小野の証言によって隅田川への投身自殺が疑われていたが、失踪の謎を追った書物が2000年代以降に相次いで刊行された。

## 家族
- 父・藤牧巳之七 - 尋常高等小学校の校長を30年務め、定年後は前橋地方裁判所の司法代書人をしていた[5]。名誉職だった第一回国勢調査員も務めた。10人の子を儲けたが、男児は二男と54歳で儲けた末子の義夫以外早世[5]。1924年に67歳で病没[5]。
- 実母・たか - 巳之七の後妻。義夫が2歳のときに死去[5]。
- 継母・まさ - たかの妹。義夫が8歳のときに巳之七と結婚[5]。
- 兄・秀次 - 義夫の18歳上。上毛モスリンの社員となり、東京転勤後、社員のまま東京市立商業学校、慶應義塾商業学校で学んだが、結核により33歳で没[5]。

## 年譜
- 1911年（明治44年） 1月19日、群馬県邑楽郡館林町1006番地（現館林市城町）に、父巳之七、母たかの末子（4男）として生まれる。父は52歳、母はその後妻で、実家の裏手には田山花袋の生家があった[5]。
- 1913年（大正2年） 母たか亡くなる
- 1917年（大正6年） 館林尋常小学校に入学
- 1919年（大正8年） 父、亡母たかの実妹まさと再婚
- 1923年（大正12年） 小学校尋常科を卒業
- 1924年（大正13年） 9月、父亡くなる
- 1925年（大正14年） 小学校高等科を卒業
- 1926年（大正15年） 父の伝記を書いた自家製本「三岳全集第1巻」を完成
- 1928年（昭和3年） 銀座の植松図案工房に就職。師匠の佐々木倉太（1892年函館出身）は独学で貴金属装身具の図案描きとなり、白馬会などで研鑽し、当時東京を代表する画工として知られていた[6]。
- 1931年（昭和6年） 第9回春陽会展に「ガード下のスパーク」（木版）を出品[1]、第1回日本版画協会展に「夜景」「請地の夜」（木版）を出品[1]
- 1932年（昭和7年） 小野忠重宅で開かれた新版画集団創立打ち合わせ会に出席[1]、機関誌「新版画」第1号に「朝」（木版）を発表
- 1933年（昭和8年） 第14回帝展に、「給油所」（木版）を出品し入選[1][2]
- 1934年（昭和9年） 館林に帰郷し城沼を絵巻風に描く。田中智学が主宰する国柱会の精華会のメンバーとなる[1]。「隅田川絵巻」全巻を完成。
- 1935年（昭和10年）

4月 「時代に生きよ、時代を超えよ」（エッセイ）、「白鬚橋」（木版）を発表
6月 東京神田の東京堂画廊で個展を開催
9月 向島の小野忠重を訪ねた後に失踪。当時24歳。

## 主な作品

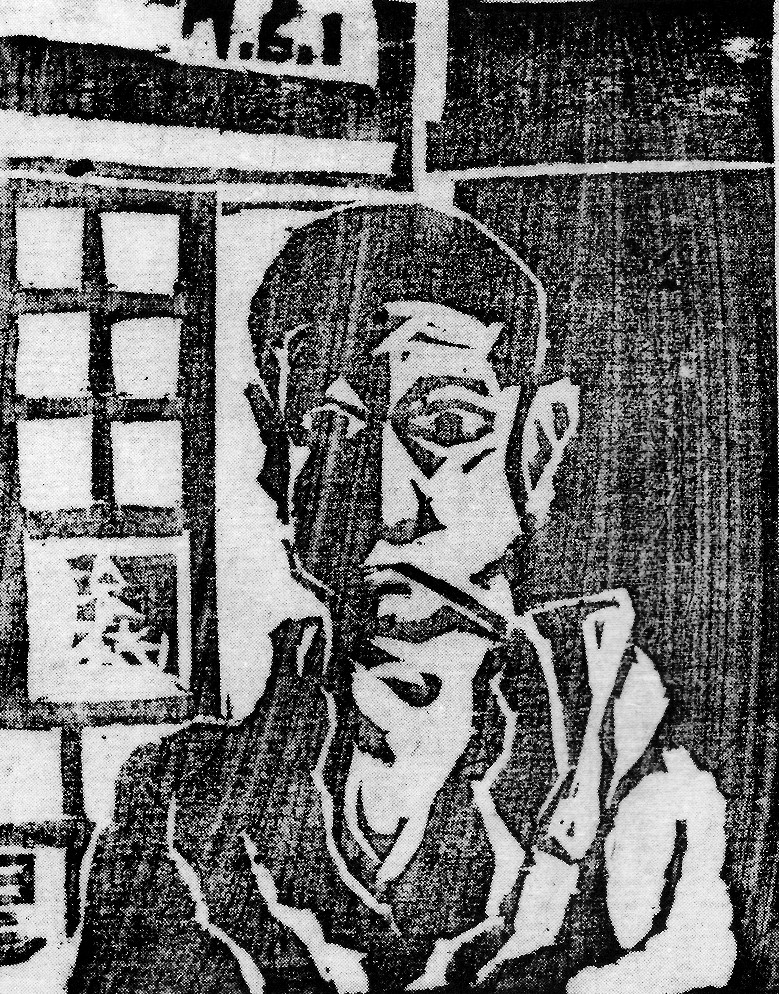
『朝』1932年
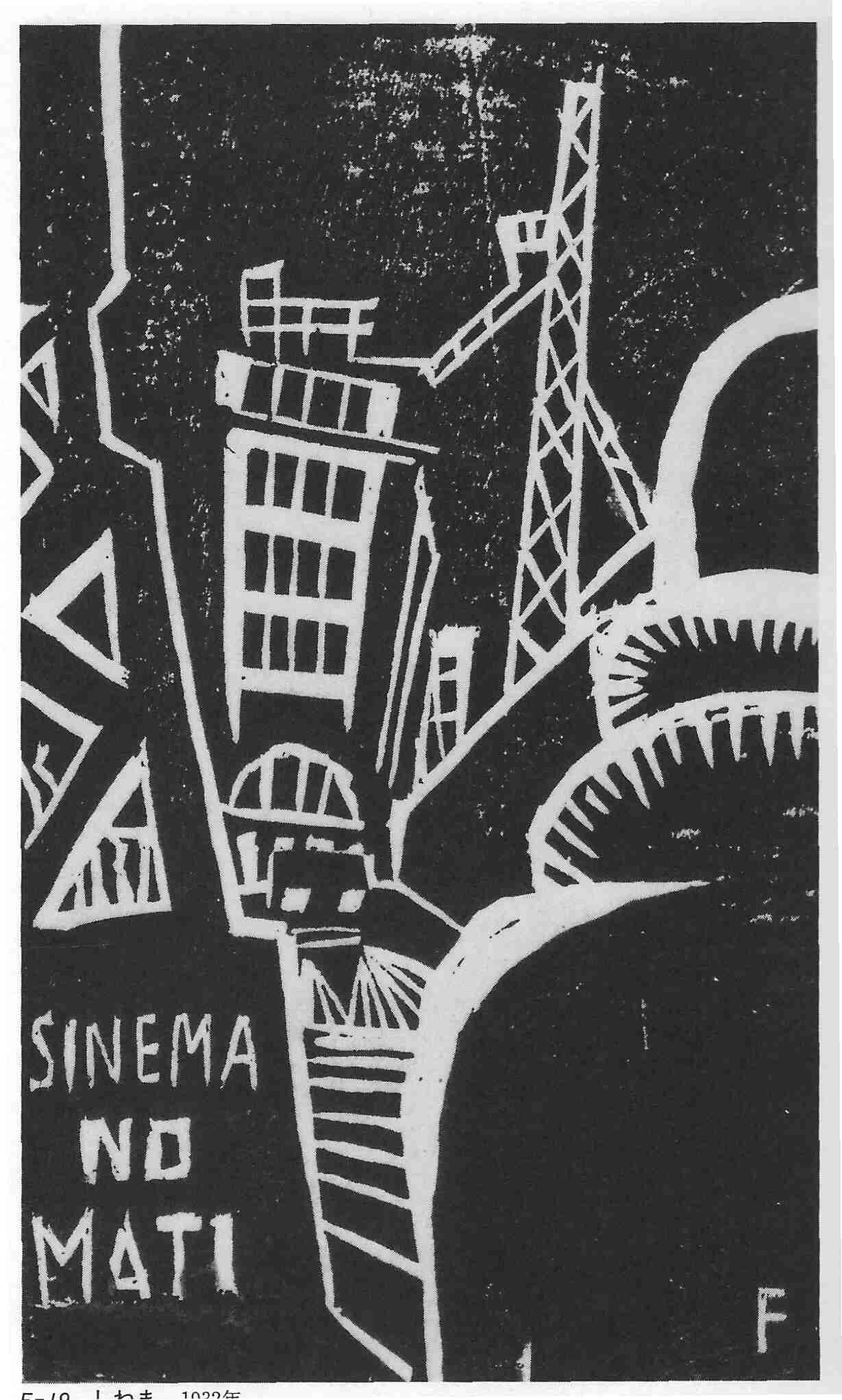
『しねま』1933年
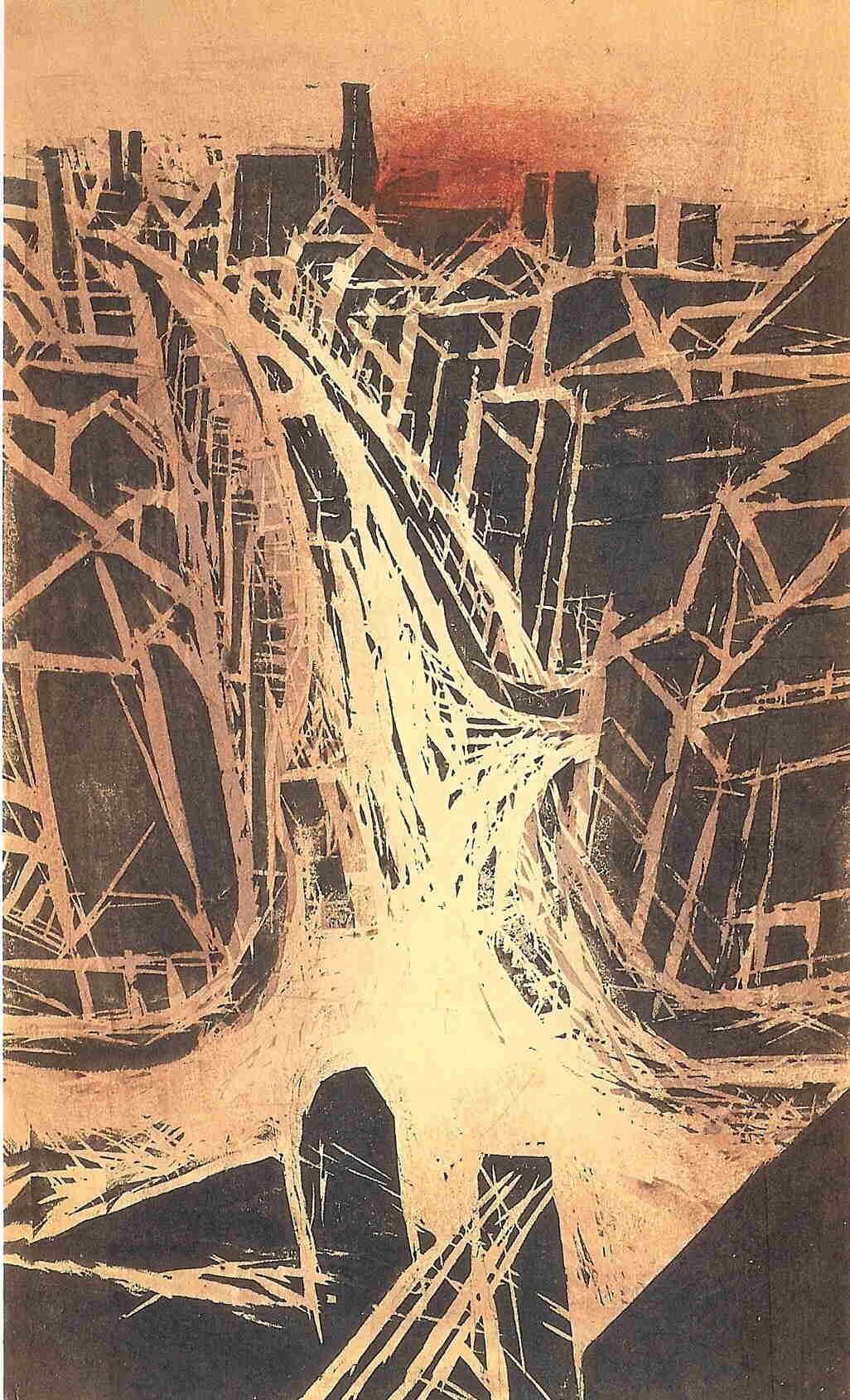
『赤陽』1934年
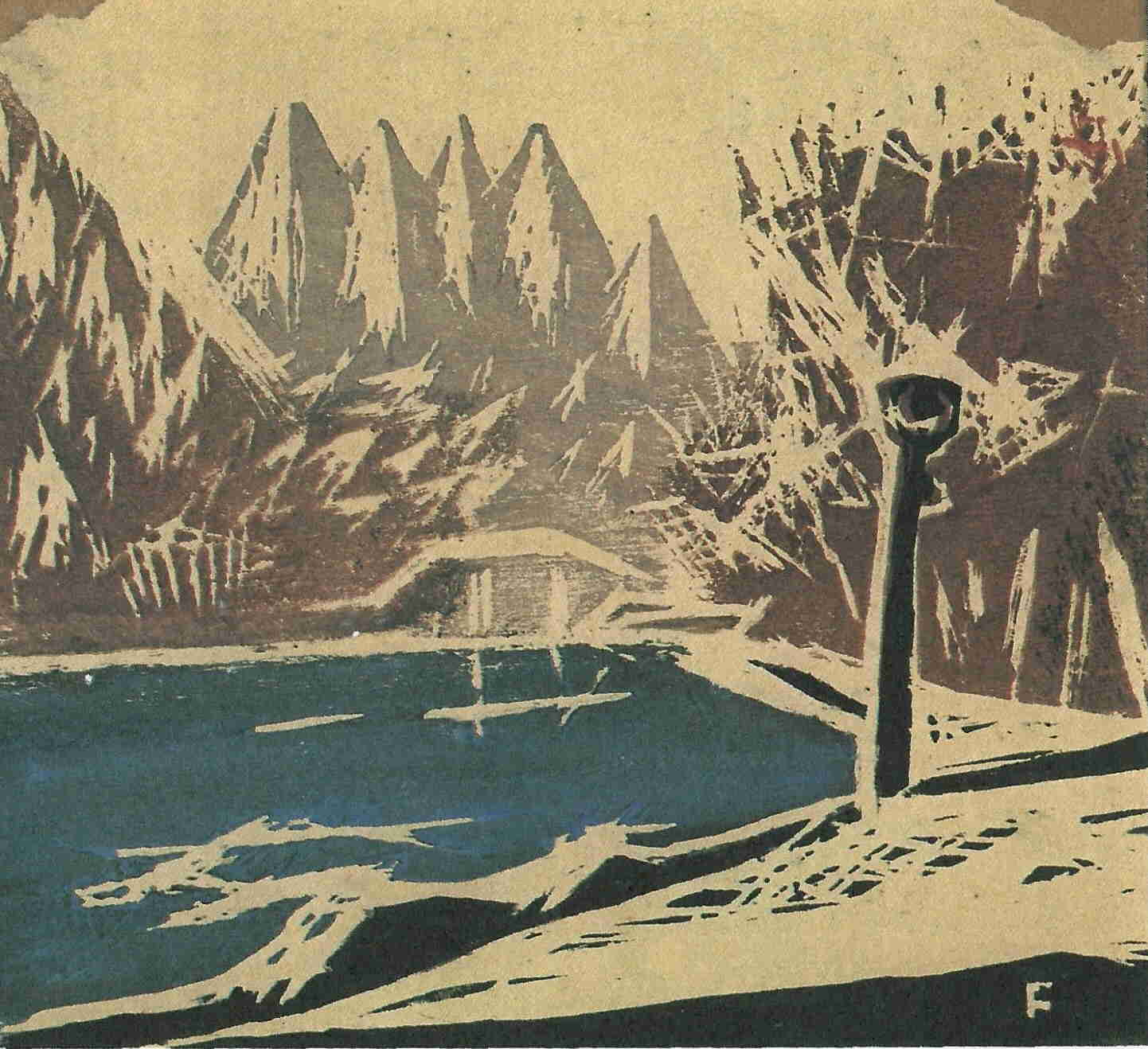
『井の頭風景』1934年

- 1931年、「ガード下のスパーク」（木版）
- 1931年、「請地の夜」（木版）
- 1932年、「朝」（木版）
- 1933年、「給油所」（木版、館林市第一資料館所蔵）
- 1933年、「白鬚橋」（木版）
- 1933年、「銀行について」（多色木版）（宮城県美術館所蔵）
- 1933年、「城沼の冬」（群馬県立館林美術館所蔵）
- 1934年、「赤陽」（木版）（東京国立近代美術館所蔵）
- 1934年、《つき》 多色木版（神奈川県立近代美術館）
- 1935年、「隅田川絵巻」全巻（館林市第一資料館所蔵）

## 展覧会
- 1935年6月25日-27日「藤牧義夫版画個人展」神田・東京堂画廊
- 1978年1月「藤牧義夫遺作版画展」銀座・かんらん舎
- 1987年「1930年代の版画家たちー谷中安規と藤牧義夫を中心として」神奈川県立近代美術館
- 1995年「生誕85周年記念ー藤牧義夫　その芸術の全貌」館林第一資料館
- 2011年「生誕100年　藤牧義夫展」群馬県立館林美術館、神奈川県立近代美術館

## 放映
- 美の巨人たち 「藤牧義夫「赤陽」」テレビ東京ほか、2007年
- 日曜美術館「時代に生きよ 時代を超えよ～版画家・藤牧義夫～」　NHK　2012年
- 新美の巨人たち 「圧倒的表現力！藤牧義夫『隅田川絵巻』×要潤」テレビ東京ほか、2020年

## 関連書
- 『相生橋煙雨』野口富士男、文藝春秋 (1982/6/1) - 藤牧を題材にした小説
- 『藤牧義夫 眞僞』大谷芳久、学藝書院 (2010/11/8) - 贋作と失踪を巡る研究書
- 『君は隅田川に消えたのか―藤牧義夫と版画の虚実』駒村吉重、講談社 (2011/5/12) - 失踪の謎を追ったノンフィクション